# Meandroloculininae
Meandroloculininae es una subfamilia de foraminíferos bentónicos de la familia Nubeculariidae, de la superfamilia Cornuspiroidea, del suborden Miliolina y del orden Miliolida. Su rango cronoestratigráfico abarca el Mioceno.

## Clasificación
Meandroloculininae incluye al siguiente género:
- Meandroloculina †